# Station Culrain
Station Culrain (Engels: Culrain railway station) is het spoorwegstation van de Schotse plaats Culrain. Het station ligt aan de Far North Line en is geopend in 1874.